# Comté de Kymenkartano
1775–1809
Le comté de Kymenkartano ou de Kymmenegård est un district historique de l'Empire suédois (1775-1809) et du grand-duché de Finlande (1809-1831), sur la Baltique, entre ceux de Viborg à l'est, de Nyland à l'ouest, est ainsi nommé de la rivière Kymmène, qui l'arrose. Il avait pour chef-lieu Heinola.

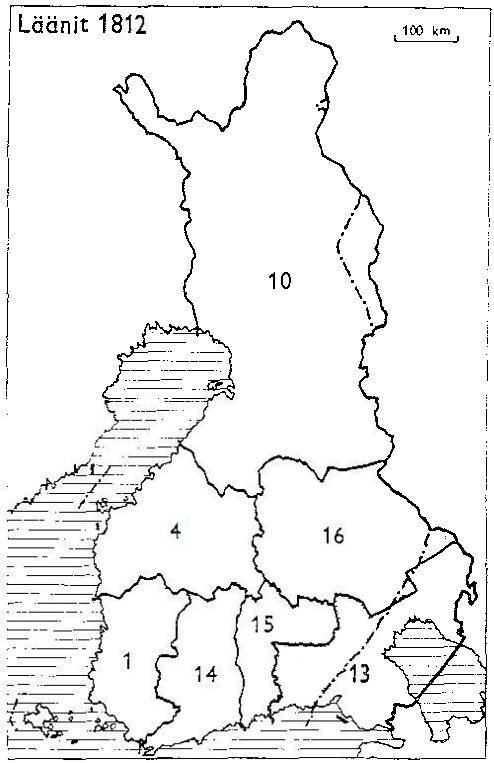
Comté de Kymenkartano (15).

## Source
Cet article comprend des extraits du Dictionnaire Bouillet. Il est possible de supprimer cette indication, si le texte reflète le savoir actuel sur ce thème, si les sources sont citées, s'il satisfait aux exigences linguistiques actuelles et s'il ne contient pas de propos qui vont à l'encontre des règles de neutralité de Wikipédia.